# Rio Branco Esporte Clube
Rio Branco Esporte Clube, também conhecido como Rio Branco de Americana e cujo acrônimo é RBEC é uma agremiação esportiva da cidade de Americana, no interior do estado de São Paulo. Foi fundado em 4 de agosto de 1913, suas cores são o preto e o branco e tem como alcunhas Tigre da Paulista e Alvinegro Americanense. Atualmente, o clube disputa a Série A3 do Campeonato Paulista, equivalente ao terceiro nível estadual.
É o primeiro time de futebol do Brasil a utilizar um Tigre como mascote oficial. A principal modalidade esportiva do clube é o futebol, que em sua primeira fase histórica foi bicampeão do campeonato paulista do interior na década de 1920, e seis vezes campeão da zona paulista na década de 1940. Com a instituição da "Lei do Acesso" em 1948, o Rio Branco não conseguiu se profissionalizar e disputou somente competições amadoras entre 1949 e 1959, quando o departamento de futebol do clube foi fechado. Em 1979, portanto, vinte anos depois, o futebol do Rio Branco foi reativado com a incorporação do Americana Esporte Clube (AEC), dando início a sua segunda fase histórica. Em 1990 o Tigre conquistou o acesso à elite do futebol paulista, e lá permaneceu durante 17 anos (1991-2007), o que o coloca entre os times do interior que disputaram por mais tempo a Série A1 de forma ininterrupta. Neste período venceu todos os quatro "grandes" do futebol paulista, tanto em seus domínios quanto nos dos adversários, feito considerável para um time do interior. Em 2012 foi campeão do Campeonato Paulista da Série A3, conquistando o primeiro título desde a reprofissionalização de seu departamento de futebol. Atualmente disputa o Campeonato Paulista da Série A3 e a Copa Paulista.
O Rio Branco é conhecido por revelar grandes craques para o futebol brasileiro e mundial. Os principais nomes são: Mineiro, Flávio Conceição, Marcos Assunção, Marcos Senna, Macedo, Sandro Hiroshi, Marcelinho Paraíba, Romarinho e Thiago Ribeiro. Em 2006 o Rio Branco foi o único time do mundo a revelar três jogadores para três seleções diferentes em uma mesma copa do mundo, com Marcos Senna jogando pela Seleção Espanhola, Zinha pela Seleção Mexicana e Mineiro pela Seleção Brasileira. O clube atualmente busca reestruturar sua base e voltar a revelar grandes jogadores. Para isso foi lançado o projeto denominado "Meninos do Rio Branco".

## História
O Rio Branco Esporte Clube foi fundado no dia 4 de Agosto de 1913, por seu idealizador, João Truzzi. No princípio, o time se chamava de Sport Club Arromba. Em 1917, houve uma proposta para mudança do nome de Arromba para Villa Americana Foot Ball Club, ou seja, a designação da cidade na época. Mas, em Assembleia Geral de 16 de setembro do mesmo ano, definiu-se, por votação, a primeira mudança de nome, passando para Rio Branco Football Club, muito provavelmente em homenagem ao Barão do Rio Branco.
O Rio Branco Foot Ball Club passa a disputar, então, vários campeonatos do interior, conquistando o título de bicampeão do estado, em 1922 e 1923. Com a criação da lei do acesso e do profissionalismo da Segunda Divisão, o "Tigre" de Americana disputou por três anos seguidos, entre 1947 e 1949, mas não conseguiu subir e abandonou o futebol profissional. Em 1961, o clube passou à denominação que prevalece até hoje, de Rio Branco Esporte Clube.
Com a ausência do Rio Branco, nas décadas de 1960 e 1970, o Esporte Clube Vasco da Gama, também conhecido por Vasquinho, passa a ser o time mais importante da cidade, alcançando o título da Terceira Divisão estadual em 1968. Mas havia um desejo entre os torcedores em ter uma equipe que realmente representasse Americana e o Vasco acaba se tornando Americana Esporte Clube. Esta agremiação participou de apenas três campeonatos da Segunda Divisão da FPF, entre 1976 e 1978, mas devido à falta de um estádio de porte, opta pela fusão com o Rio Branco, em 1979. Neste momento, o Tigre reafirma em assembleia pela manutenção do nome Rio Branco Esporte Clube.
Entre 1979 e 1990, o alvi-negro americano representa à altura a cidade,  se consolidando na divisão de acesso, e em 1991 realiza o sonho de todos os seus torcedores: entra para o seleto grupo da divisão de elite do futebol paulista, permanecendo assim por longos anos. 
Em 1993, o Rio Branco terminou em sexto lugar do Campeonato Paulista, atrás apenas das equipes grandes. Em 2001, o clube terminou em sexto lugar do Campeonato Paulista de novo, e quase foi para as semifinais. Um ano depois, sem as grandes equipes do estado, o "Tigre" obteve o 3 º lugar do Campeonato Paulista.

### Primeiras conquistas
As primeiras conquistas do futebol ocorreram em 1921, com os títulos de campeão da Região e campeão da Zona Paulista. Suas principais glórias estão registradas em 1922 e 1923, com o bicampeonato do Interior, fato que garantiu ao Tigre a disputa do título estadual com o Corinthians, resultando no vice-campeonato nas duas oportunidades. Em 1948, o clube chegou ao pentacampeonato da Zona Paulista.

### Desativação
Desativado desde o final da década de 1940, o Rio Branco volta a ter uma equipe de futebol profissional graças à fusão entre Rio Branco e o Americana Esporte Clube, que ocorreu em abril de 1979, aprovada por votação em Assembleia Extraordinária. A partir daí, o Tigre jamais abandonou o futebol profissional. Ainda nesse ano participou da Divisão Intermediária (2ª Divisão) - primeiro campeonato disputado como Rio Branco Esporte Clube. Em 13 de maio de 1979, sob a direção do técnico Luís Bocucci Filho, realizou seu primeiro jogo enfrentando o Noroeste. Começava ali a trajetória rumo a 1ª Divisão do Futebol Paulista. Em 1990 o time conseguiu seu maior feito depois dos áureos tempos da década de 1920. Empatando com o Olímpia, e sagrando-se vice-campeão da Divisão Intermediário o Rio Branco conquistou o direito de disputar a 1ª Divisão do Futebol de São Paulo e trouxe para o povo americanense uma de suas maiores alegrias. Ao longo deste ano foram 40 partidas, sendo 24 vitórias, nove empates e sete derrotas. O Rio Branco teve então o direito de disputar o Grupo "B" da 1ª Divisão. Em 1991, depois de estrear na 1ª Divisão o Rio Branco consegue figurar entre as melhores equipes do Estado de São Paulo, subindo para o Grupo "A". Nesse mesmo ano acontece a desvinculação do futebol amador do departamento de esportes amadores, passando a integrar a diretoria de futebol profissional.

### Anos de glória
Os anos de 1993 e 1994 podem ser classificados como "anos de glória" do Rio Branco Esporte Clube. Foram anos de muitas conquistas, boas posições em campeonatos e gratas revelações. O ano de 1993 especificamente foi marcado pela classificação da equipe profissional para a disputa do octogonal final do Paulistão, terminando em sexto lugar, atrás apenas dos considerados grandes times da Capital. Ao longo dos últimos anos, o Rio Branco revelou para o futebol do Brasil e do mundo vários craques, como Anaílson, Flávio Conceição, Mineiro, Gabriel Lima, Gustavo, Igor, Macedo, Marcelinho Paraíba, Marcinho, Marcos Assunção, Marcos Senna, Rafael, Sandro Hiroshi, Souza, Thiago Ribeiro, Diego Magalhães Pinto entre outros. Há vários anos, além do futebol, o Rio Branco mantém ainda equipes disputando diversas modalidades amadoras. Mas no dia 8 de abril de 2007, após sofrer uma sonora goleada para a equipe do Rio Claro, consequência de uma péssima temporada, o Rio Branco cai para a série A2 do Campeonato Paulista.

### Dois anos, duas quedas
No ano de 2009, retornou à Primeira Divisão, mas em 2010 acabou sendo rebaixado novamente para a Série A2 do Campeonato Paulista. E no ano de 2011, fazendo uma campanha ruim, o clube acabou sendo rebaixado pela primeira vez de sua história à Série A3 do Paulistão de 2012.
No campo, a resposta foi imediata. O Tigre fez a melhor campanha nas duas primeiras fases e bateu o Grêmio Osasco na final para cravar os dentes no título da A3.

### Ano do centenário
2013 foi o ano do centenário do Tigre e o intuito da diretoria, agora encabeçada por Marcelo Feola, o Téo, era levar a equipe de volta ao topo. Não deu certo e quase que o voo vira queda. O Tigre perigava cair até a última rodada e terminou na décima quarta colocação, com 21 pontos, a apenas 2 da degola na A2.

### 2014 - Atual
No ano de 2014 o Rio Branco lutou até as últimas rodadas para não ser rebaixado e retornar à Série A3. O clube de Americana terminou o campeonato na 14ª colocação, com quatro pontos de diferença para a zona da degola. Na Copa Paulista, o time melhorou o rendimento, avançou nas duas primeiras fases, mas deixou o torneio nas quartas de final ao ser eliminado pelo Independente-SP.
A exemplo do ano anterior, em 2015 o Rio Branco não desempenhou grandes atuações e novamente lutou para não ficar entre os últimos colocados na tabela de classificação. O time terminou na 12ª posição, mas embolado com os clubes que jogaram contra o descenso.
Em 2016 o Rio Branco acabou rebaixado para a Série A3. Em 2017 o Rio Branco fez uma boa campanha na Série A3 mas acabou terminando na 5º colocação.
Em 2018 o Rio Branco fez uma campanha contrária ao ano anterior e foi rebaixado para a Segunda Divisão.
Após 6 anos na segunda divisão o Rio Branco retorna a série A3 do campeonato paulista após acesso no ano de 2024 passando pelo XV de Jaú nas semifinais com uma bela vitória fora de casa por 3x0 após empate no primeiro jogo em Americana.
O Tigre da Paulista sagrou-se campeão da Série A-4 enfrentando o Francana na final da competição. O Rio Branco tinha por obrigação vencer, pois o Francana tinha a vantagem dos dois empates e o jogo de volta em casa.
No primeiro jogo da final disputado no Rio Brancão (Estádio Décio Vitta) em Americana o Rio Branco venceu por 2x0, podendo perder por até um gol no jogo de volta. Já no segundo jogo no Lanchão (Estádio Municipal Doutor José Lancha Filho) em Franca o Alvinegro Americanense venceu por 2x1.

## Símbolos

### Mascote

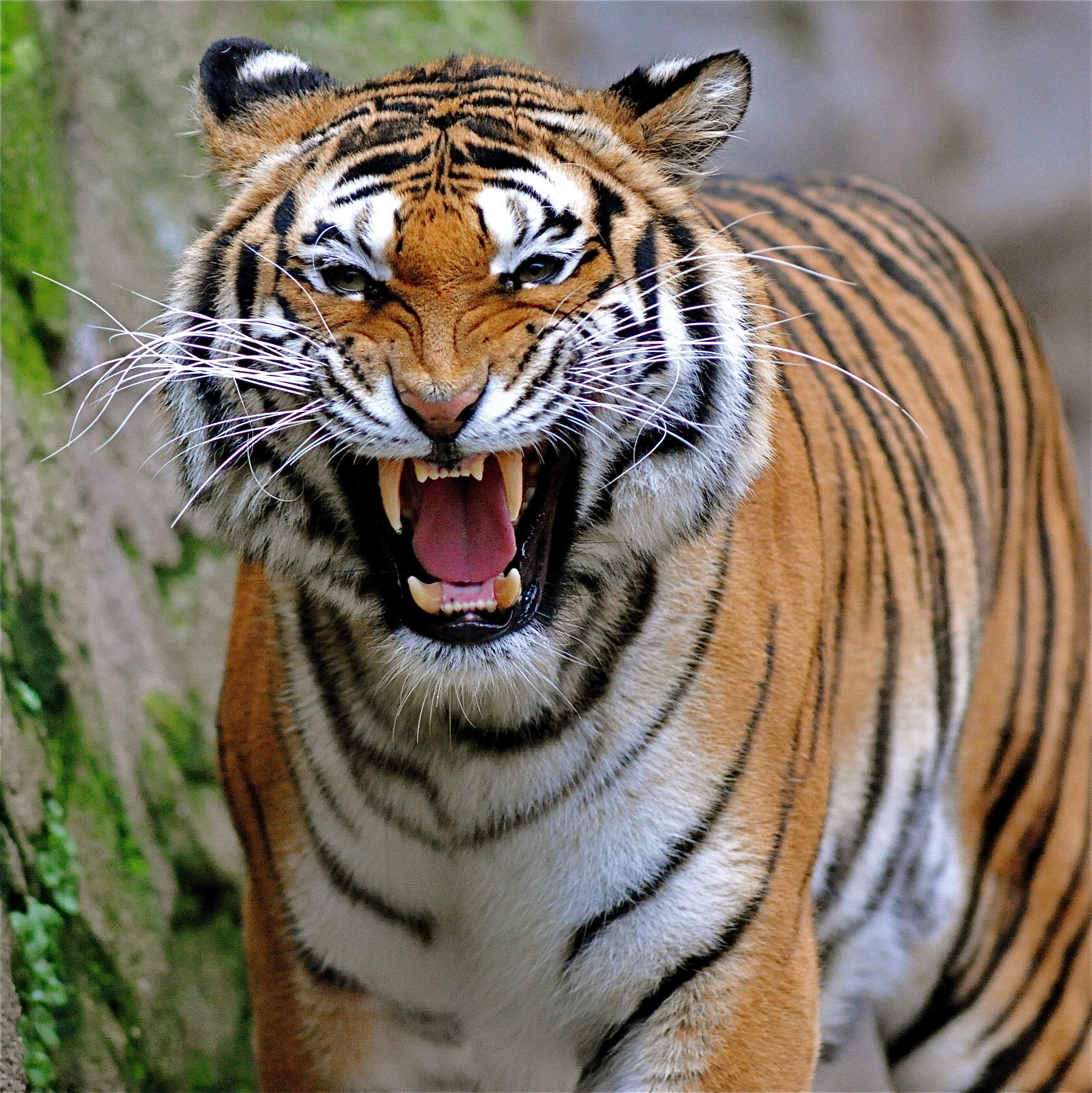
Panthera tigris

O Rio Branco adotou como mascote o Tigre, devido aos instintos de ferocidade típicos deste animal, que representam a trajetória do clube no futebol desde a sua fundação em 1913. Não se sabe ao certo quem sugeriu o mascote, mas o registro mais antigo faz menção ao Sr. Plínio Ortolano, na data de 6 de março de 1923, e que foi posteriormente documentado na revista "Americana Ilustrada" de julho de 1951, conforme o trecho abaixo:
| “ | Em reunião realizada em 6 de março de 1923, é deliberado oficiar aos seguintes jornais "Correio Paulistano", "Combate", "Gazeta de S. Paulo", "Gazeta de Campinas", "Il Piccolo", "Fanfulla", "Comercio de S. Paulo" e "Folha da Noite", agradecendo as referências feitas ao quadro do Rio Branco F.C. Oficiar ao Sr. Plínio Ortolano, agradecendo a idéia de pintar o tigre, simbolizando o Rio Branco. - Revista "Americana Ilustrada", julho de 1951. | ” |

É notável que a publicação cita a utilização do tigre como símbolo nesta data, mas não indica necessariamente ter sido esta a primeira vez, abrindo assim a possibilidade de o Rio Branco já ter utilizado o tigre como símbolo antes de 1923. De qualquer forma, a data de 6 de março de 1923 transforma o Rio Branco no primeiro clube de futebol brasileiro a utilizar o Tigre como mascote oficial, dando-lhe a alcunha de "Primeiro Tigre do Brasil". Outros apelidos relacionados ao mascote do Rio Branco são, o já em desuso "Tigre da Zona", que faz referência ao tempo em que o campeonato estadual era dividido em zonas, e o consagrado "Tigre da Paulista" que segue a antiga tradição de identificar as cidades pelas linhas de ferro que as serviam, no caso de Americana, a linha tronco da Cia. Paulista.

### Hino oficial
Além do Tigre como mascote símbolo do Rio Branco de Americana, o time tem um hino oficial que é executado no início de cada partida no estádio Decio Vitta. O hino tem a letra, música e arranjo de autoria do compositor e arranjador Oseias Sass.

## Estrutura

### Estádio
Em seus primeiros anos de vida, o Rio Branco disputava partidas num campo de futebol que se localizava na rua 12 de novembro, em Americana. Porém, o projeto de construção de um estádio foi perseguido desde a fundação do clube. Em 1920, o Rio Branco emitiu 200 ações de dez mil réis (10$000) cada, com o objetivo de financiar a construção. Esta iniciativa possibilitou que todos os associados e até a comunidade ajudasse o clube a crescer. Em 17 de fevereiro de 1925 é adquirido do Sr. Alfredo Horchutz o terreno na atual rua Fernando de Camargo, onde o clube montou seu primeiro estádio, feito com arquibancadas de madeira.
Em 1954, o terreno da rua Fernando de Camargo é dividido, e metade dele é cedido para o estado, que lá constrói a atual escola estadual Dr. Heitor Penteado. A outra metade do terreno continuou sob o controle do clube, que a utilizou como sede social até recentemente, quando foi vendida em 2013. Como resultado do acordo com o governo do estado em 1954, o Rio Branco recebeu em troca o terreno onde seria construído seu novo estádio anos depois.
Em 1971 foi formada a "Comissão de Obras do Estádio". Neste mesmo ano foi firmado o contrato entre a Prefeitura de Americana, o Rio Branco e a Família Zanaga, então proprietária do terreno, para que este fosse cedido e iniciadas as obras. Em julho do mesmo ano, o projeto do engenheiro Nestor Lindenberg é apresentado para o público.
As obras principais terminaram em 1977, ano que a Federação Paulista vistoriou o estádio e autorizou a realização da primeira partida oficial, que ocorreu em 1 de maio de 1977, com vitória do Americana Esporte Clube contra o Taubaté por 2 a 1. Dois anos depois o AEC se fundiria ao Rio Branco possibilitando a volta do futebol profissional do Tigre. Em 1986 o estádio que era conhecido como Riobrancão, muda de nome para Estádio Décio Vitta, uma homenagem em vida ao presidente rio-branquense que tanto lutou para que o projeto da construção do estádio se tornasse realidade.
Em 2009 o Rio Branco construiu um novo lance de arquibancada seguindo as novas exigências da FPF, e ampliou para 16,3 mil a sua capacidade. Em 2010 o estádio foi municipalizado em regime de comodato por 30 anos. Isto significa que o local ficará "emprestado" ao poder público e será devolvido quando este prazo terminar. Esta medida é vantajosa para o Rio Branco, que não terá gastos com a manutenção do estádio, e ainda irá usufruir das melhorias que o poder público fizer. Na prática pouco muda para o Rio Branco, que continuará usando as estruturas do estádio em regime de exclusividade.
Com 89.704,98 m² de área, o estádio é constituído de um campo de dimensões especiais (107 x 73 m), departamento médico, sala de fisioterapia, restaurante, alojamentos, área de lazer para os atletas, administração do futebol, sala de imprensa, iluminação artificial, enorme área verde, estacionamentos internos, almoxarifado, além de contar com completo sistema de segurança para os torcedores e aprovado pelas autoridades municipais e estaduais. Também conta com placar eletrônico inaugurado em 2001, quinze cabines de rádio, três cabines de TV, duas tribunas de honra e cinco banheiros para o público.

### Sede Náutica
A Sede Náutica "João Tamborlin"  está localizada em uma área de 85.536 m², na região da Praia dos Namorados, em Americana. Sua estrutura é formada por seis campos de futebol, quatro piscinas, duas quadras de tênis, área com churrasqueiras, playground, sauna, academia de ginástica, toboáguas, lanchonete, estacionamentos, área para tênis de mesa, sinuca e área verde. A história da Sede Náutica iniciou-se com a incorporação do CCTA (Clube de Caça e Tiro de Americana) ao Rio Branco em 1977. Aos poucos foi ampliada e melhorada. O campo de futebol foi construído em 1980, e em 1986 foi adquirida gleba de terra de 1.200 m² para ampliação do local. Em 1990 as quadras de tênis foram inauguradas. São realizadas no local vários eventos sociais do Rio Branco.

### Sede Social
A Sede Social do Rio Branco localizava-se em terreno de importância histórica para o clube. Adquirido em 1925, lá funcionou o primeiro estádio do Rio Branco. Em 1942 foi lançada a Pedra Fundamental da Sede Social, no primeiro salão construído. Lá foi palco de eventos sociais marcantes na história do clube e da cidade de Americana. Devido a crise do clube e a má administração, a sede social entrou em declínio sendo cada vez menos utilizada. Após imbróglio jurídico, a sede foi finalmente vendida em 2013 por seis milhões de reais (R$ 6.000.000,00). O dinheiro foi utilizado para sanar as dívidas do clube.

## Torcida
Em pesquisa realizada pelo instituto De Salvi encomendada e publicada pelo Jornal Tododia em 12 de fevereiro de 2001, o Rio Branco aparece como sendo o time de 7,5% dos torcedores americanenses, em quarto lugar na preferência dos entrevistados, atrás somente do Corinthians (23,5%), Palmeiras (21,3%) e São Paulo (9,5%) e na frente do Santos (7,3%). Quando perguntados sobre o segundo time, o Rio Branco aparece em primeiro lugar em Americana com 12,5%. Também aparece como segundo time de 2,1% dos entrevistados de Nova Odessa e Hortolândia, e 1,5% dos entrevistados de Santa Bárbara d'Oeste, cidade de seu arquirrival. Somando-se torcedores e simpatizantes (que declaram o Rio Branco como segundo time), os dados desta pesquisa apontam o Tigre como tendo cerca de 50 mil torcedores na região de Americana.
Além disso, a 4ª pesquisa de torcidas feita pelo Jornal Lance!, junto ao IBOPE (Instituto Brasileiro de Opinião Pública e Estatística), apontou o Rio Branco com a terceira maior torcida do interior de São Paulo e a oitava maior do estado. Foram ouvidas 7.109 pessoas em todo o Brasil, a partir de 10 anos de idade, em 141 municípios de todos os tipos e tamanhos. A margem de erro é de 1,2 ponto percentual, para mais ou para menos. O Tigre fica atrás, somente, de Corinthians, São Paulo, Palmeiras, Santos, Guarani, Ponte Preta e Portuguesa.

### Torcida organizada
A torcida organizada do Rio Branco é a Malucos do Tigre, fundada em 1989. Em sua história o Rio Branco teve várias outras organizadas que foram extintas com o tempo. Os principais nomes são: Tigres do Frezzarin, Torcida Uniformizada Rio Branco (TURBO), Fiel Torcida, TU 10, Inferno Alvinegro, Garra do Tigre, Os Pacifistas, Explosão, Fanatigre, Torcida Jovem e Salvadores do Tigre.
Malucos do Tigre
A Torcida Organizada Malucos do Tigre surgiu no final do ano de 1989, dentro de um fliperama da Avenida Campos Salles, fundada pelos torcedores André Lemão, Paulinho Punk, Carlão. O nome surgiu em homenagem ao cantor Raul Seixas, conhecido como "Maluco Beleza". Em um show em 1989, numa ocasião considerada histórica pela torcida, o cantor foi presenteado com uma camiseta da organizada, a vestiu e posou para uma foto.
Em seu primeiro ano, com cerca de cinquenta integrantes, a Malucos do Tigre tinha apenas um surdão, uma bandeira e o talco era improvisado de farinha de trigo das casas do próprios integrantes. No ano seguinte a torcida já contava com mais de trezentos associados, e começou a organizar caravanas para acompanhar o clube nos jogos fora de casa. O rápido crescimento da torcida gerou atrito com as outras organizadas. A Malucos mesmo passando por muitas dificuldades financeiras nunca deixou de acompanhar o Rio Branco em todos os campeonatos que o clube participou. Hoje possui sede própria com campo de futebol e bar, no local conhecido como Campo do Torino em Americana. Seus aliados são a Sancaloucos do São Carlos, a Sangue Rubro do Noroeste e a Fúria Andreense do Santo André.
Salvadores do tigre
A torcida organizada Salvadores do Tigre, iniciou suas atividades no começo dos anos 2000, e se dissolveu por volta de 2010, tendo seus membros seguindo seus respectivos caminhos na vida, foi formada no campo de areia do grêmio da Santista (tavex) onde seus integrantes jogavam futebol todos os sábados, ao todo tinha 6 integrantes, sempre foi pequena, porém fazia muito barulho, colocando pressão no goleiro adversário e na equipe de arbitragem.
Um fato curioso que em uma partida entre Rio Branco e Portuguesa, mais precisamente dia 7 de março de 2004, o Rio Branco precisava de uma vitória em casa para ficar mais tranquilo na última rodada, o jogo estava truncado e a torcida xingava desesperadamente o atacante Paquito por cada oportunidade perdida, a Salvadores do tigre fez o inverso apoiou e acreditou no jogador até o fim, resultando em 2 gols do Atacante e uma vitória heroica, com poucas dezenas de torcedores como testemunha, na rodada seguinte nosso herói fez um gol antológico contra a ponte preta que o Fantástico elegeu como o mais bonito da rodada.
Como tudo na vida tem um fim, com os Salvadores do Tigre também não foi diferente, tudo na vida passa e o que resta é só a saudade.

### Movimento Rio Branco Eterno
O Movimento Rio Branco Eterno surgiu em 2011 por iniciativa dos próprios torcedores. Foi uma resposta a ameaça de alguns dirigentes do clube de fechar novamente o departamento de futebol do Rio Branco, causada pela crise que o clube vinha passando. O movimento tem por objetivo resgatar os sócios, os torcedores e a paixão pelo clube, incentivar o surgimento de novos torcedores e associados e criar atrativos para manter os já conquistados. Também busca resgatar e divulgar a história e a tradição do Rio Banco. Para isso o grupo busca principalmente apoiar os membros da diretoria e do conselho que pensem da mesma forma que o movimento, e cobrar junto a direção do clube para que os objetivos sejam cumpridos.

### Rivalidades
Seu maior rival é o União Barbarense, da cidade vizinha de Santa Bárbara d'Oeste. Mantém uma grande rivalidade com o XV de Piracicaba e a Inter de Limeira. Também tem rivalidade com os times de Campinas, Guarani e Ponte Preta, e menor rivalidade com o União São João, de Araras.

## Títulos
| ESTADUAIS | ESTADUAIS                      | ESTADUAIS | ESTADUAIS                           |
|           | Competição                     | Títulos   | Temporadas                          |
| --------- | ------------------------------ | --------- | ----------------------------------- |
|           | Campeonato Paulista - Série A2 | 2         | 1922 e 1923                         |
|           | Campeonato Paulista - Série A3 | 1         | 2012                                |
|           | Campeonato Paulista - Série A4 | 1         | 2024                                |
|           | Campeão da Zona Paulista       | 6         | 1921, 1944, 1945, 1946, 1947 e 1948 |
|           | Campeão da Região              | 1         | 1921                                |
| TOTAL     |                                |           |                                     |
|           | Competição                     | Títulos   | Temporadas                          |
|           | Títulos oficiais               | 11        | 11 Estaduais                        |

### Campanhas de destaque
| DESTAQUES                      | DESTAQUES                  |
| Competição                     | Campanhas                  |
| ------------------------------ | -------------------------- |
| Campeonato Paulista            | 3º colocado (2002)         |
| Campeonato Paulista – Série A2 | Vice-campeão (1990 e 2009) |
| Copa Paulista                  | Vice-campeão (2002)        |
| Série C                        | 5º colocado (1996)         |

## Estatísticas

### Participações
|  | Participações em 2025 |

| Competição | Competição          | Temporadas | Melhor campanha            | Anos                                                          | A | R |
| São Paulo  | Campeonato Paulista | 18         | 3º colocado (2002)         | 1991-2007 e 2010                                              |   | 2 |
| São Paulo  | Série A2            | 22         | Vice-campeão (1990 e 2009) | 1947-1949, 1979-1990, 2008-2009, 2011 e 2013-2016             | 2 | 2 |
| São Paulo  | Série A3            | 4          | Campeão (2012)             | 2012 e 2017-2018, 2025                                        | 1 | 1 |
| São Paulo  | Série A4            | 6          | Campeão (2024)             | 2019-2024                                                     | 1 | – |
| São Paulo  | Copa Paulista       | 15         | Vice-campeão (2002)        | 1999, 2002-2004, 2006, 2008-2010, 2012-2015, 2017 e 2024-2025 |   |   |
| Brasil     | Série C             | 12         | 5º colocado (1996)         | 1994-1998 e 2000-2006                                         | – | – |

### Últimas temporadas
Legenda:
| Campeão Vice-campeão Eliminado nas semifinais | Campeão e promovido à divisão superior Vice-campeão e/ou promovido à divisão superior Rebaixado à divisão inferior | Classificado à fase de grupos da Copa Libertadores Classificado à fase preliminar da Copa Libertadores Classificado à Copa Sul-Americana Campeão do Campeonato do Interior |

## Partidas históricas
Algumas das partidas marcantes ou de valor histórico do futebol rio-branquense.
Rio Branco 1–0 São Paulo (9 de março de 1993)
Vitória em cima do então campeão do mundo diante de público recorde de 19.244 pessoas, com gol de Edmar, aos 29 minutos do 2º tempo.
Rio Branco 1–1 Guarani (9 de maio de 1993)
O Rio Branco chega à última rodada disputando vaga nas semifinais. Mazinho Loyola marcou o gol da classificação aos 47 minutos do 2º tempo.
Rio Branco 2–1 Corinthians (21 de abril de 1994)
Vitória em jogo transmitido pela TV com o Corinthians entrando como favorito. Empurrado pela torcida o Rio Branco venceu, com destaque para Souza.
Rio Branco 2–1 Fenerbahçe (1995)
Vitória em jogo amistoso contra o Fenerbahçe, da Turquia, que era dirigido pelo técnico Parreira. O goleiro turco Rustu, que atuou na partida, disputou a Copa do Mundo de 2002.
Rio Branco 4–2 Santos (22 de março de 1995)
Goleada em cima do Santos do craque Giovanni.
União Barbarense 0–3 Rio Branco (14 de fevereiro de 2000)
Goleada na casa do arquirrival, com três gols de cabeça. O técnico barbarense Jair Picerni foi demitido.
Rio Branco 4–3 União São João (2 de abril de 2000)
Jogando mal, o Rio Branco deixava o União mandar no placar: 1 a 0, 2 a 1 e 3 a 2. Há dois minutos do fim um novo empate e uma virada emocionante e inesperada que permitiu ao time uma caminhada mais tranquila para permanecer na Série A1.
Rio Branco 5–2 Palmeiras (9 de abril de 2000)
Goleada sobre o Palmeiras Campeão da Libertadores de Marcos, Arce, Júnior, Cesar Sampaio e Felipão. Marcus Vinícius marcou quatro gols.
Guarani 0–4 Rio Branco (18 de março de 2001)
No melhor Paulistão de sua história, o Rio Branco foi a Campinas e se sentiu em casa. 4 a 0, fora gols e o pênalti perdido. Silêncio no Brinco de Ouro.
União Barbarense 0–6 Rio Branco (19 de julho de 2006)
A maior goleada no derby, o Eterno 6 a 0 como o rio-branquense gosta de chamar o jogo, foi pelo Campeonato Brasileiro da Série C.
Rio Branco 3–2 Juventus (4 de fevereiro de 2012)
Pela Série A3 o Rio Branco perdia de 2 a 0 no Limeirão quando, aos 31 do 2º tempo, Cecel cobrou pênalti e diminuiu para 2 a 1. Aos 39 Jean empatou e aos 41 Cecel virou com um golaço do meio de campo.
Rio Branco 1–0 Capivariano (28 de abril de 2012)
O empate em casa complicaria muito a classificação do Rio Branco para a Série A2 quando, aos 48 minutos do 2º tempo, Bernardi fez o gol que levou aos delírio o torcedor e deu tranquilidade para o Tigre conquistar o acesso na sequência do campeonato.
Inter de Limeira 0–1 Rio Branco (2 de maio de 2012)
O Rio Branco precisava de uma vitória para garantir o acesso. Luisinho tirou Sandro Hiroshi e Colocou Marcos Denner que, aos 24 minutos do 2º tempo, fez o gol do acesso.
Rio Branco 2–0 Grêmio Osasco (20 de maio de 2012)
O Rio Branco precisava só empatar para ser campeão. Túlio marcou aos 13 e 20 minutos do 1º tempo. O clube conquistava o primeiro título desde a reativação do futebol em 1979, o primeiro a era profissional. Jogadores desfilaram em carro aberto pelas principais ruas de Americana como Carmine Feola, Nove de Julho, Antônio Lobo, Fernando de Camargo e Amadeus Elias, de onde viram uma enorme bandeira do Tigre no Campo do Torino e seguiram pela Bandeirantes até a sede da Malucos.

### Notáveis jogadores
- Mineiro[43]
- Flávio Conceição[43]
- Hermes[43]
- Marcos Assunção[43]
- Marcos Senna[43]
- Mococa
- Macedo
- Sandro Hiroshi[43]
- Thiago Ribeiro[43]
- Romarinho
- Marcelinho Paraíba

## Categorias de base

### Títulos da base
| ESTADUAIS | ESTADUAIS                    | ESTADUAIS | ESTADUAIS  |
|           | Competição                   | Títulos   | Temporadas |
| --------- | ---------------------------- | --------- | ---------- |
|           | Campeonato Paulista – Sub-20 | 1         | 2000       |
| TOTAL     |                              |           |            |
|           | Competição                   | Títulos   | Temporadas |
|           | Títulos oficiais             | 1         | 1 Estadual |

### Campanhas de destaque da base
| DESTAQUES                        | DESTAQUES           |
| Competição                       | Campanhas           |
| -------------------------------- | ------------------- |
| Copa São Paulo de Futebol Júnior | Vice-campeão (2008) |

## Outras modalidades

### Hóquei
O Rio Branco montou sua equipe de hóquei sobre patins em 1977, já conquistando o campeonato paulista daquele ano e novamente em 1978, chegando a atingir relevância nacional. O esporte foi muito disputado por um longo tempo na cidade de Americana, e tinha presença de bons públicos. Atualmente o departamento encontra-se desativado. Em 2012 Americana sediou a final do Campeonato Paulista de Hóquei, onde foi relembrada a história deste esporte na cidade.

### Tiro esportivo
O tiro esportivo foi uma das modalidades esportivas mais praticadas no clube, iniciada com a fusão do CCTA (Clube de Caça e Tiro de Americana) ao Rio Branco em 1977. Uma das condições impostas para a fusão foi que a modalidade jamais fosse fechada, o que acabou não se realizando anos depois. O maior destaque nesta modalidade foi Athos Pisoni, campeão e recordista dos Jogos Pan-Americanos de 1975 no México.

### Voleibol
O Rio Branco mantém equipes de volei e é filiado a Federação Paulista de Voleibol.